# 男鹿石
男鹿石（おがいし）は、秋田県男鹿市の寒風山（かんぷうざん）のふもとで採掘されている輝石安山岩。別名「寒風石」（かんぷせき）。
日本の銘石の一つ。

## 成分・成因
火成岩に属し、シリカ分が52%から66%。
約2万年前に7回の火山活動があり、大部分の溶岩が噴出し、それが寒風山を作り上げた。

## 特徴

### 物理的特長
- JIS A 5003 の硬石・準硬石・軟石のうち硬石に該当する[1]。
- 熱に強い[8]。一般の御影石の耐熱温度が約500℃と言われるのに対し、男鹿石では約1000℃[7]。
- 堅牢[8][7]。
- 花崗岩より比較的やわらかいため、加工しやすい[2][7]。

### 外観
- 色は、「淡い灰褐色（割肌）」[4][7][5][2][2]。あるいは、「濃い目のグレー」[2][9]とも。その風合いは、よく、「ぬくもり」と表現される[2][9][7]。
- 水に濡れたときの色合いがある[9]。年月が経つとコケが付いたり草花が付いたりする（情緒が出る）[10]。
- 設置環境を選ばず、様々な場所になじむ[2][7]。
- 姿・形がよいと評価される[4][5]。

## 用途
- 造園（庭石・景石）[4][9][7][8][5]
- 記念碑[9][2]
- 彫刻[2][7]
- 間知石[4][9][5]、城の石垣の復元（駿府城（静岡県）、上山城（山形県））[7]
- 土木・建築[8]、道路路盤材[7]、湾口築造工事の基礎石[7]

耐熱性を利用する用途
- 暖炉[7]
- 石焼きステーキの板[7]

その他、温泉の大浴場に使用している例もある。

### 歴史
江戸時代中期頃、神仏の石像（石造）・家屋の土台に用いられたのが利用の始まりと言われる。
明治時代以降になると、墓石として用いられたり、石垣や土地留めなどに用いる間知石として土木や建築に多用されるようになる。あるいは、環境石材として日本全国に流通した。

## エピソード

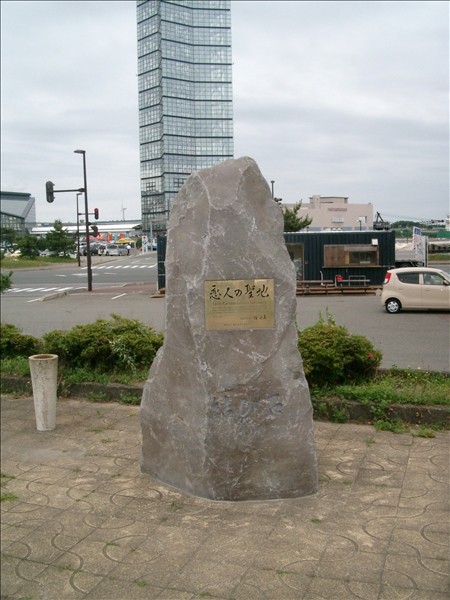
土崎湊町恋のまちの「結び石」

- 2002年4月に竣工した新首相官邸の外壁に約2500平方メートルが使用された[2]。
- 2004年夏、秋田県井川町で開催された「石彫シンポジウム」で彫刻素材として使用された。3名の作家により制作された作品は井川町内に設置された[2]。
- 2005年、2006年、2007年に「石の彫刻フェスタ」というイベントが行われ、プロの彫刻家の製作過程を見せるなどの試みが行われている[12][13][14]。
- 秋田市土崎港の恋人の聖地「土崎湊町恋のまち」（2011年認定）のモニュメント「結び石」に、男鹿石が用いられている[15]。